# انتخابات ریاست‌جمهوری ایران (۱۳۶۴)
انتخابات ریاست‌جمهوری ایران (۱۳۶۴) در ۲۵ مرداد ۱۳۶۴ برگزار شد.

## نامزدهای انتخاباتی

### تأیید شده
در این انتخابات شورای نگهبان صلاحیت ۳ نفر را به ترتیب (حبیب‌الله عسگراولادی)، نامزد مستقل سید محمود کاشانی (فرزند آیت‌الله کاشانی) و حزب جمهوری اسلامی (سید علی خامنه‌ای) مورد تأیید قرار داد.

### رد صلاحیت شده
مهدی بازرگان دبیرکل و مؤسس حزب نهضت آزادی ایران و چهل و یکمین نخست‌وزیر ایران، ابراهیم یزدی، احمد صدر حاج سید جوادی، محمد موسوی خوئینی‌ها نماینده مجلس شورای اسلامی، محمدمهدی عبدخدایی دبیرکل جمعیت فدائیان اسلام و بابک زهرایی رهبر حزب کارگران سوسیالیست ایران نیز صلاحیتشان توسط شورای نگهبان احراز نشد.

## آرای ماخوذه
سیدعلی خامنه ای  با کسب ۱۲ میلیون و ۲۰۳ هزار و ۷۰۸ رای (۸۷٪) از مجموع ۱۴ میلیون و ۲۳۸ هزار و ۵۸۷ نفر برای دومین بار به عنوان رئیس‌جمهور ایران انتخاب شد.
در این انتخابات سید محمود کاشانی یک میلیون و ۴۰۲ هزار و ۴۱۶ رای رتبه دوم و حبیب‌الله عسگراولادی با ۲۷۶ هزار و ۵۰۲ رای رتبه سوم را کسب کردند.